# Communauté d’agglomération de l’Ouest Rhodanien
Die Communauté d’agglomération de l’Ouest Rhodanien, abgekürzt COR, ist ein französischer Gemeindeverband mit Rechtsform einer Communauté d’agglomération im Département Rhône, dessen Verwaltungssitz sich in dem Ort Tarare befindet. Er liegt ca. 45 km nordwestlich von Lyon an der Grenze zum Département Loire und umfasst die nördlichen Ausläufer der Monts du Lyonnais mit Erhebungen bis etwa 1000 m sowie einen Teil das Beaujolais Vert. Der Gemeindeverband besteht aktuell aus 31 Gemeinden und zählt 50.935 Einwohner (Stand 2022) auf einer Fläche von 588,57 km², sein Präsident ist Michel Mercier.

## Historische Entwicklung
Die Communauté de communes de l’Ouest Rhodanien entstand am 1. Januar 2014 aus der Fusion mehrerer älterer Gemeindeverbände. Diese waren:
- die Communauté de communes du Pays de Tarare aus 16 Gemeinden rund um Tarare, gegründet zum Jahreswechsel 1995/6;
- die Communauté de communes du Pays d’Amplepuis Thizy aus 12 Gemeinden rund um Thizy-les-Bourgs, gegründet 1994;
- und die Communauté de communes de la Haute Vallée d’Azergues aus acht Gemeinden rund um Lamure-sur-Azergues, gegründet Ende 1994.

Zum 1. Januar 2016 änderte der Gemeindeverband seine Rechtsform von Communauté de communes zu Communauté d’agglomération, nachdem er die dazu notwendige Schwelle von 50.000 Einwohnern überschritten hatte und die Anforderungen an die Einwohnerzahl des Hauptortes herabgesetzt worden waren.
Mit Wirkung vom 1. Januar 2019 gingen die ehemaligen Gemeinden Pontcharra-sur-Turdine, Dareizé, Les Olmes und Saint-Loup in die Commune nouvelle Vindry-sur-Turdine auf. Dadurch verringerte sich die Anzahl der Mitgliedsgemeinden auf 31.

## Aufgaben
Zu den vorgeschriebenen Kompetenzen gehören die Entwicklung und Förderung wirtschaftlicher Aktivitäten und des Tourismus sowie die Raumplanung auf Basis eines Schéma de Cohérence Territoriale. Der Gemeindeverband bestimmt die Wohnungsbaupolitik und betreibt die Abwasserentsorgung, die Müllabfuhr und ‑entsorgung und die Straßenmeisterei. Zusätzlich baut und unterhält der Verband Kultur- und Sporteinrichtungen und fördert Veranstaltungen in diesen beiden Bereichen. Auch die Kriminalprävention fällt in seine Zuständigkeit.

## Mitgliedsgemeinden
Folgende Gemeinden gehören der Communauté d’agglomération de l’Ouest Rhodanien an:
| Gemeinde                                        | Einwohner 1. Januar 2022 | Fläche km² | Dichte Einw./km² | Code INSEE | Postleitzahl |
| ----------------------------------------------- | ------------------------ | ---------- | ---------------- | ---------- | ------------ |
| Affoux                                          | 397                      | 10,65      | 37               | 69001      | 69170        |
| Amplepuis                                       | 4.858                    | 38,44      | 126              | 69006      | 69550        |
| Ancy                                            | 674                      | 11,84      | 57               | 69008      | 69490        |
| Chambost-Allières                               | 819                      | 14,14      | 58               | 69037      | 69870        |
| Chénelette                                      | 365                      | 11,02      | 33               | 69054      | 69430        |
| Claveisolles                                    | 557                      | 28,33      | 20               | 69060      | 69870        |
| Cours                                           | 4.329                    | 33,81      | 128              | 69066      | 69470        |
| Cublize                                         | 1.357                    | 15,56      | 87               | 69070      | 69550        |
| Dième                                           | 196                      | 9,05       | 22               | 69075      | 69170        |
| Grandris                                        | 1.212                    | 15,22      | 80               | 69093      | 69870        |
| Joux                                            | 753                      | 25,18      | 30               | 69102      | 69170        |
| Lamure-sur-Azergues                             | 1.051                    | 15,61      | 67               | 69107      | 69870        |
| Les Sauvages                                    | 621                      | 12,55      | 49               | 69174      | 69170        |
| Meaux-la-Montagne                               | 226                      | 9,19       | 25               | 69130      | 69550        |
| Poule-les-Écharmeaux                            | 1.027                    | 31,23      | 33               | 69160      | 69870        |
| Ranchal                                         | 311                      | 15,14      | 21               | 69164      | 69470        |
| Ronno                                           | 650                      | 22,92      | 28               | 69169      | 69550        |
| Saint-Appolinaire                               | 235                      | 5,73       | 41               | 69181      | 69170        |
| Saint-Bonnet-le-Troncy                          | 311                      | 15,65      | 20               | 69183      | 69870        |
| Saint-Clément-sur-Valsonne                      | 904                      | 14,51      | 62               | 69188      | 69170        |
| Saint-Forgeux                                   | 1.538                    | 22,27      | 69               | 69200      | 69490        |
| Saint-Jean-la-Bussière                          | 1.175                    | 15,48      | 76               | 69214      | 69550        |
| Saint-Just-d’Avray                              | 743                      | 17,50      | 42               | 69217      | 69870        |
| Saint-Marcel-l’Éclairé                          | 568                      | 11,88      | 48               | 69225      | 69170        |
| Saint-Nizier-d’Azergues                         | 776                      | 24,23      | 32               | 69229      | 69870        |
| Saint-Romain-de-Popey                           | 1.703                    | 17,02      | 100              | 69234      | 69490        |
| Saint-Vincent-de-Reins                          | 627                      | 13,87      | 45               | 69240      | 69240        |
| Tarare                                          | 10.881                   | 13,99      | 778              | 69243      | 69170        |
| Thizy-les-Bourgs                                | 5.794                    | 54,44      | 106              | 69248      | 69240        |
| Valsonne                                        | 994                      | 18,25      | 54               | 69254      | 69170        |
| Vindry-sur-Turdine                              | 5.283                    | 23,87      | 221              | 69157      | 69490        |
| Communauté d’agglomération de l’Ouest Rhodanien | 50.935                   | 588,57     | 87               | –          | –            |